# San Juan (Santa Bárbara)
San Juan è un distretto della Costa Rica facente parte del cantone di Santa Bárbara, nella provincia di Heredia.